# Troglodromus perroti
Troglodromus perroti es una especie de escarabajo del género Troglodromus, familia Leiodidae. Fue descrita por Bonadona en 1948. Se encuentra en Francia.

## Subespecies
Se reconocen las siguientes:
- T. p. colbranti
- T. p. perroti